# Francisco Eduardo Pizzolante
Francisco Eduardo Orcioli Pires e Albuquerque Pizzolante (Rio de Janeiro, 1 de junho de 1971) é um advogado, professor universitário, parecerista e escritor brasileiro.

## Biografia
Graduou-se em Direito pela Faculdade de Direito Cândido Mendes – Centro, hoje Universidade Cândido Mendes, em 1994, onde também concluiu o Mestrado em Criminologia e Ciências Penais (2002); Pós – Graduou-se em Direito Civil pela Universidade Estácio de Sá (1996).
Iniciou sua atividade docente junto à Faculdade Moraes Junior (hoje Moraes Junior Mackenzie Rio de Janeiro) em 1996, de que é professor de Direito Civil atualmente licenciado, além de ter integrado a equipe que criou e instalou o Núcleo de Prática Jurídica e seu respectivo Escritório – Modelo de Advocacia, coordenando o setor Cível Geral, Órfãos e Sucessões.
Também foi professor das Faculdades Integradas Celso Lisboa – hoje Centro Universitário – em 1997/1998 e da Faculdade São Camillo, entre 2002 e 2004, tendo ministrado aulas em diversos cursos de Pós–Graduação em Direito no Rio de Janeiro e em diversos outros Estados do Brasil. Participou, ainda, como debatedor ou expositor, de inúmeros Congressos e Seminários, nacionais
e internacionais, coordenando alguns deles.
Entre 1999 e 2000 foi Diretor Jurídico em nível Brasil da Clarke,Modet & Co., multinacional atuante na área da Propriedade Industrial, com sede em Madri e escritórios em diversos Países.
Foi Secretário Municipal de Administração de Japeri, no Estado do Rio de Janeiro, função que cumulou com a de Presidente do Fundo Municipal de Assistência e Previdenciário de Japeri – FUMASPREJ, em 2001.
Foi Consultor Especial do Presidente da Assembleia Legislativa do Estado do Rio de Janeiro junto à Escola do Legislativo Fluminense, entre 2003 e 2011, integrando a equipe responsável por seu planejamento e instituição, tendo participado, d´entre outros, do Projeto do Programa Metas do Milênio no Brasil, em parceria com o Observatório Urbano, vinculado ao Programa das Nações Unidas para o Desenvolvimento - PNUD, da Organização das Nações Unidas - ONU, e a Universidade do Estado do Rio de Janeiro – UERJ.
Foi fundador do Escritório de Advocacia Francisco Eduardo Orcioli Pires e Albuquerque Pizzolante, cuja denominação social foi posteriormente alterada para PIZZOLANTE ADVOGADOS, como se mantém atualmente, com especialização no contencioso cível em geral e na propriedade industrial bem como na consultoria e prolação de pareceres nessas áreas.
Ingressou como Membro Efetivo no Instituto dos Advogados Brasileiros – IAB em 2000, e foi eleito para a Academia de Letras do Estado do Rio de Janeiro – ACLERJ em 2006, Titular da Cadeira de número 28, de que é Patrono GRACILIANO RAMOS.
É ainda Membro Efetivo do Instituto Ibero – Americano de Direito Público – Capítulo Brasileiro e da Sociedade Brasileira de Vitimologia.
Integrou o Tribunal de Ética e Disciplina da Ordem dos Advogados do Brasil, Seccional do Estado do Rio de Janeiro ocupando cadeira de Juiz destinada a advogado de notório saber e reputação ilibada entre 2001 e 2006.

## Obras
- Tratado sobre as Pessoas em comentário ao Código Civil, vol. I, Rio de Janeiro, Editora Lumen Juris, 2012
- O Aljube Revisitado, Rio de Janeiro, Editora Lumen Juris, 2012
- União Estável no Sistema Jurídico Brasileiro, São Paulo, Editora Atlas, 1999
- Habeas – Data e Bancos de Dados: Privacidade, Personalidade e Cidadania no Brasil atual, Rio de Janeiro, Editora Lúmen Juris, 2002
- Tradução do espanhol do livro A América Latina e sua Criminologia, da Professora Rosa Del Olmo, Rio de Janeiro, Editora REVAM, 2004
- Coautor do Livreto do Parlamento Juvenil, publicado pela equipe da Escola do Legislativo Fluminense da Assembleia Legislativa do Estado do Rio de Janeiro, 2004
- Artigo De Sambenitos, Panópticos e Magistrados, publicado na Revista do Instituto Ibero – Americano de Direito Público, 2004

## Principais prêmios e condecorações
- Moção de Congratulações da Câmara Municipal do Rio de Janeiro em razão do exercício da advocacia, 2001